# ویکتور برانت
ویکتور برانت (انگلیسی: Victor Brandt؛ زادهٔ ۱۹ سپتامبر ۱۹۴۲) بازیگر و صداپیشه اهل ایالات متحده آمریکا است.
از فیلم‌ها یا مجموعه‌های تلویزیونی که وی در آن‌ها نقش داشته‌است، می‌توان به مأموریت: غیرممکن، گربه کلاه‌به‌سر، آواتار: آخرین بادافزار، ۴۸ ساعت دیگر، پسری در حباب پلاستیکی، گومر پایل، یو.اس.ام.سی. و تهاجم آردنن اشاره نمود.